# Kettle Falls
Kettle Falls é uma cidade localizada no estado norte-americano de Washington, no Condado de Stevens.

## Demografia
Segundo o censo norte-americano de 2000, a sua população era de 1527 habitantes.
Em 2006, foi estimada uma população de 1610, um aumento de 83 (5.4%).

## Geografia
De acordo com o United States Census Bureau tem uma área de
2,4 km², dos quais 2,4 km² cobertos por terra e 0,0 km² cobertos por água. Kettle Falls localiza-se a aproximadamente 494 m acima do nível do mar.

## Localidades na vizinhança
O diagrama seguinte representa as localidades num raio de 40 km ao redor de Kettle Falls.